# Filostachys Bisseta
Filostachys Bisseta (Phyllostachys bissetii McClure) – gatunek bambusa z rodziny wiechlinowatych (traw). Naturalnie występuje w zachodnich Chinach. Uprawiany w Europie i Ameryce Północnej jako roślina ozdobna, polecany także do uprawy w warunkach klimatycznych Polski.

## Morfologia
Pędy początkowo ciemnozielone, jaśniejące wraz z upływem czasu, w początkowej fazie pokryte białym nalotem. Pochwy pędowe lekko paskowane, ale bez plam. Na naturalnych stanowiskach osiąga wysokość 6-7 m, przy średnicy pędów 2-2,5 cm.